# Jan Chadryś
Jan Chadryś (ur. 18 stycznia 1867 w Dzietrzkowicach, zm. 22 lutego 1954 tamże) –  polski rolnik, polityk, poseł na Sejm Ustawodawczy w II RP z ramienia Związku Ludowo-Narodowego.

## Życiorys
Syn Franciszka i Rozalii z domu Wydmuch. Ukończył 3-klasową szkoła gminną. Z zawodu był rolnikiem posiadającym 20 mórg ziemi. Był sołtysem w Dzietrzkowicach w pow. wieluńskim, a także członkiem Rady Opiekuńczej Powiatowej, Kasy Pożyczkowo-Oszczędnościowej i sklepu spółkowego oraz kasjerem miejscowej ochotniczej straży ogniowej. W 1919 roku uzyskał mandat z listy nr 3 (ZLN) w okręgu wyborczym nr 11 (Sieradz). Pracował w komisji zdrowia publicznego.